# Tarlmounia elliptica
 Tarlmounia elliptica (DC.) H.Rob., S.C.Keeley, Skvarla & R.Chan, 2008 è una pianta angiosperma dicotiledone della famiglia delle Asteraceae. Tarlmounia elliptica è anche l'unica specie del genere Tarlmounia H.Rob., S.C.Keeley, Skvarla & R.Chan, 2008.

## Etimologia
Il nome del genere (Tarlmounia) è basato su un nome locale (Thailandia) della pianta.
Il nome scientifico della specie è stato definito per la prima volta dai botanici Augustin Pyramus de Candolle (1778-1841), Harold Ernest Robinson (1932-2020), Sterling C. Keeley (1948-), John Jerome Skvarla (1935-2014) e Raymund Chan (1965-) nella pubblicazione Proceedings of the Biological Society of Washington (Proc. Biol. Soc. Washington 121(1): 32) del 2008. Il nome scientifico del genere è stato definito per la prima volta dai botanici Harold Ernest Robinson (1932-2020), Sterling C. Keeley (1948-), John Jerome Skvarla (1935-2014) e Raymund Chan (1965-) nella pubblicazione Proceedings of the Biological Society of Washington (Proc. Biol. Soc. Washington 121(1): 31) del 2008.

## Descrizione

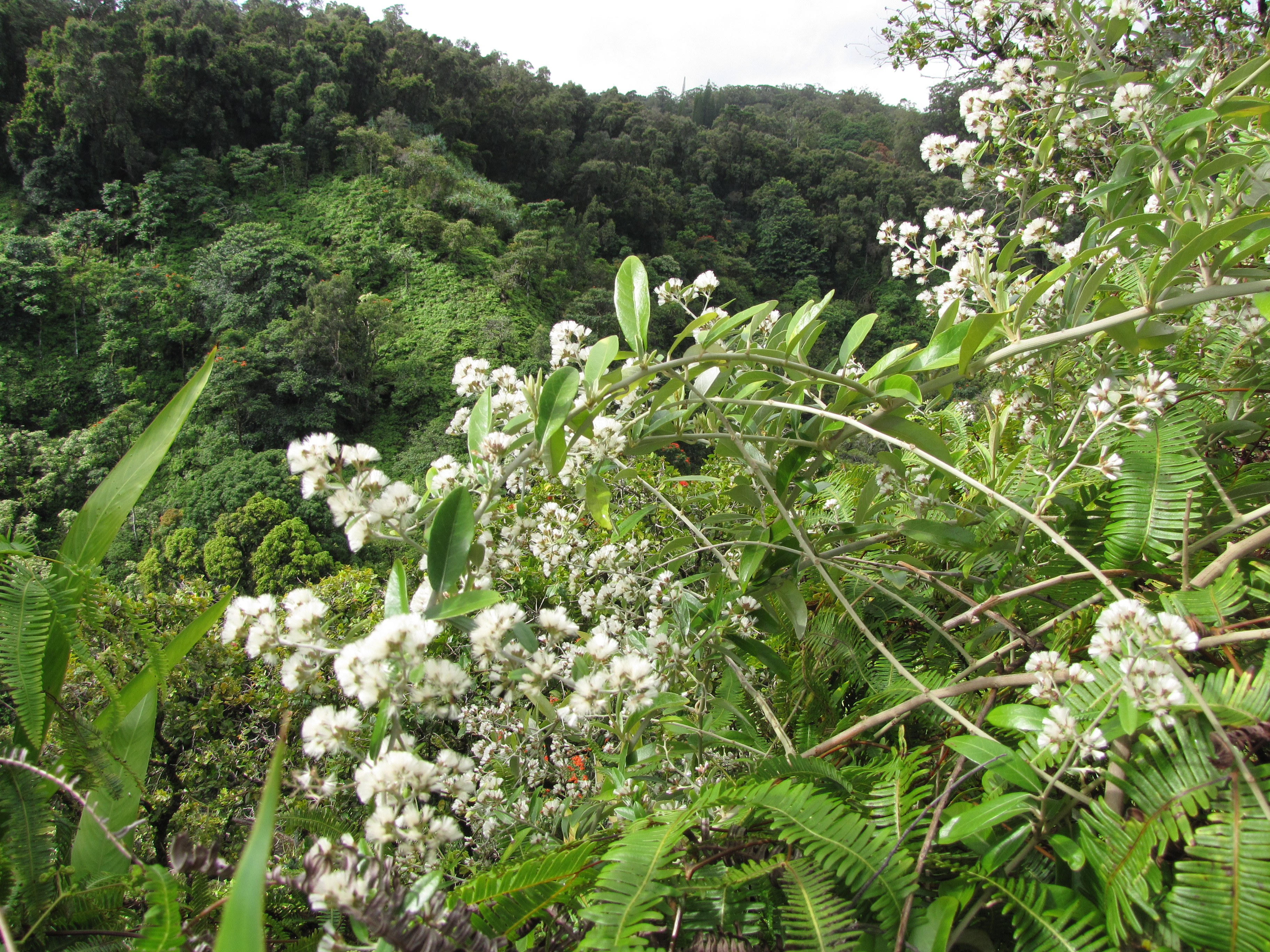
Il portamento
Tarlmounia elliptica

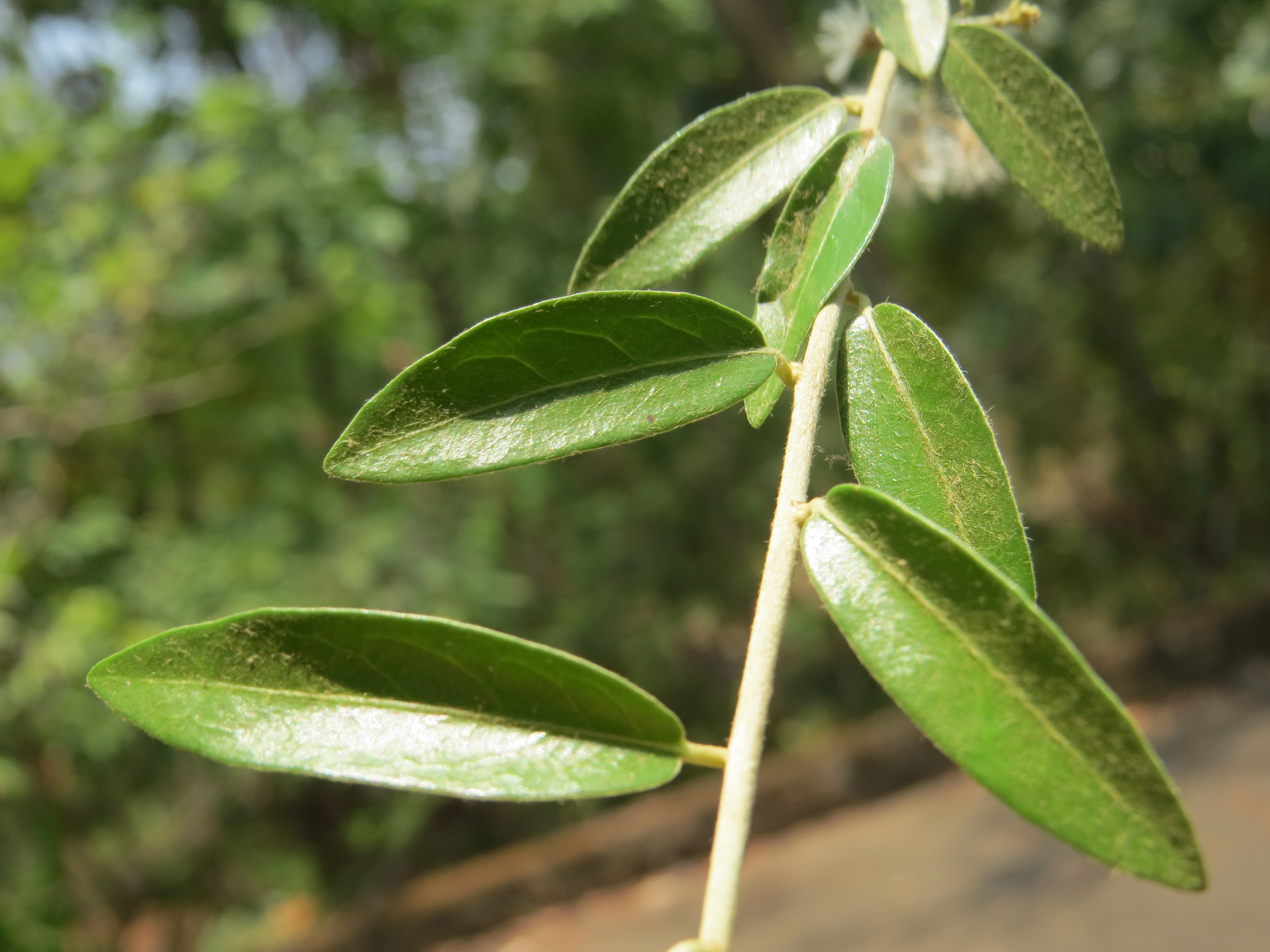
Le foglie
Tarlmounia elliptica

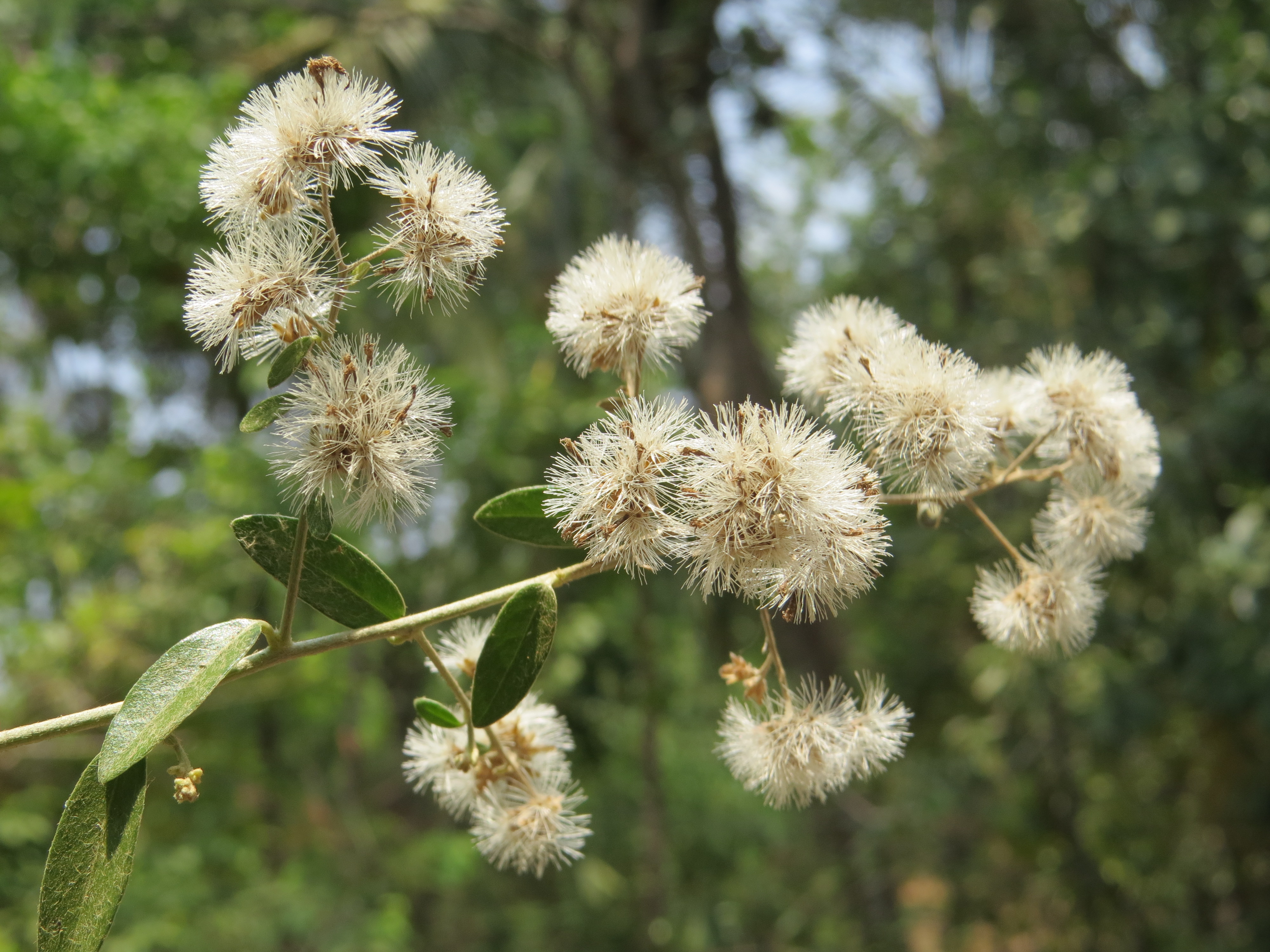
Infiorescenza
Tarlmounia elliptica

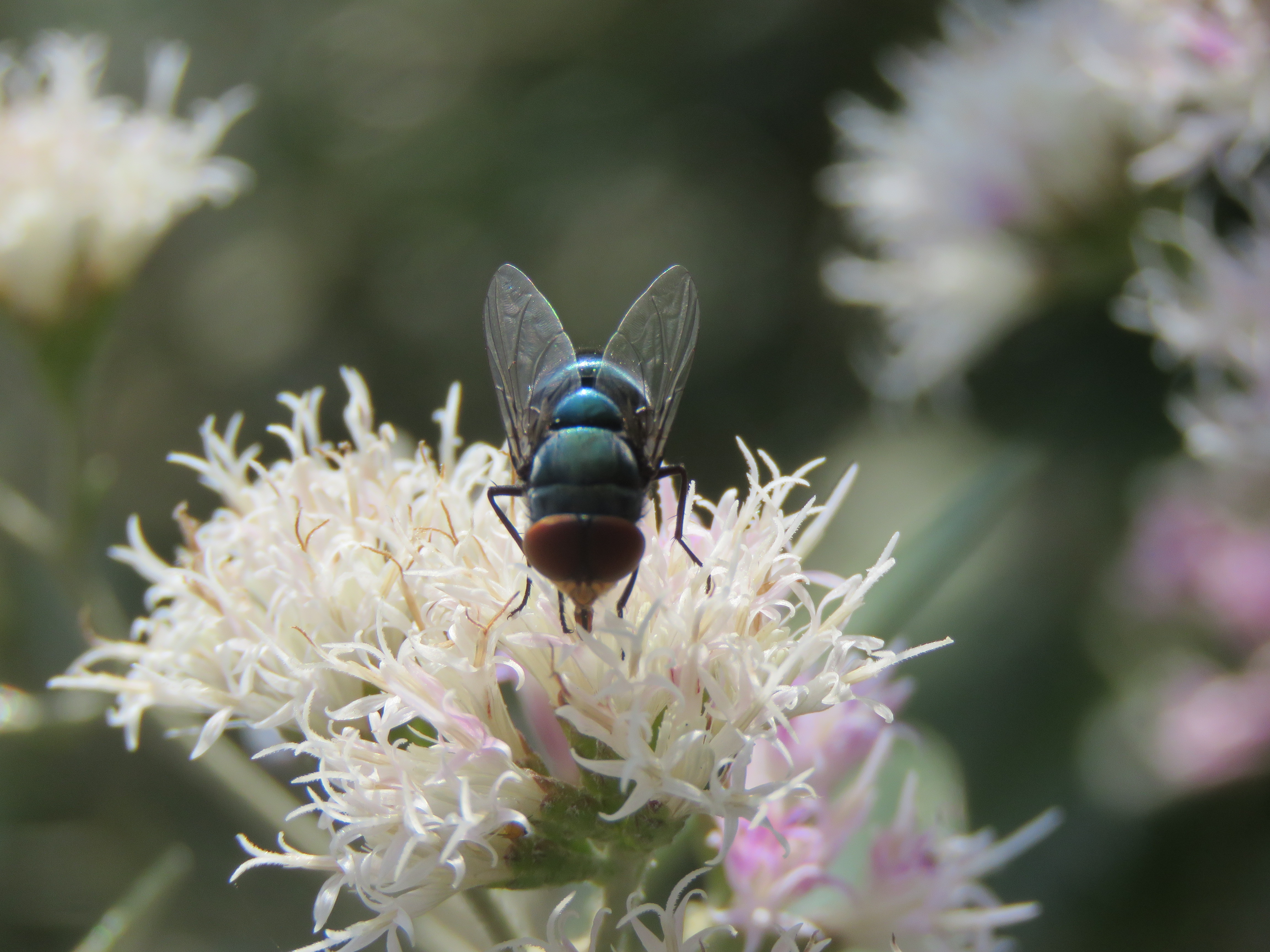
I fiori
Tarlmounia elliptica

Le piante di questa voce hanno un habitus rampicante con fusti esili e midollo solido. Sulla superficie di queste piante sono presenti peli di vari tipo: sericei (argentei) e lunghi peli a forma di "T".
Le foglie sono disposte in modo alterno e sono brevemente picciolate. La lamina è intera con forme variabili da oblunga a obovata con base ottusa e apici da arrotondati a apiculati. Le venature normalmente sono pennate (sono presenti venature secondarie). I margini sono continui o dentellati. La superficie superiore è verde (quasi glabra); quella inferiore è densamente sericea per peli a forma di "T". La consistenza è subcoriacea.
L'infiorescenza, terminale o ascellare, è formata da capolini discoidi, omogami e peduncolati in formazioni piramidali/corimbose. La struttura dei capolini è quella tipica delle Asteraceae: un peduncolo sorregge un involucro con forme strettamente campanulate composto da diverse brattee disposte su circa 5 serie embricate e scalate che fanno da protezione al ricettacolo sul quale s'inseriscono i fiori di tipo tubuloso. Le brattee dell'involucro, ottuse con punte arrotondate, persistenti o decidue (quelle più interne), hanno delle forme più o meno lanceolate a volte con margini ialini. Il ricettacolo normalmente è privo di pagliette (ricettacolo nudo).
I fiori, circa 5 per capolino, sono tetra-ciclici (ossia sono presenti 4 verticilli: calice – corolla – androceo – gineceo) e pentameri (ogni verticillo ha in genere 5 elementi). I fiori sono inoltre ermafroditi e actinomorfi (raramente possono essere zigomorfi).
- Formula fiorale:

*/x K {\displaystyle \infty }, [C (5), A (5)], G 2 (infero), achenio
- Calice: i sepali del calice sono ridotti ad una coroncina di squame.
- Corolla: la corolla, formata da un tubo imbutiforme terminanti in 5 lobi riflessi, può essere pubescente per peli ghiandolosi sparsi. Il colore varia da biancastro a viola pallido. Lunghezza della corolla: 6 mm.
- Androceo: gli stami sono 5 con filamenti liberi e distinti, mentre le antere sono saldate in un manicotto (o tubo) circondante lo stilo.[14] Le antere, prive di ghiandole, sono calcarate (speronate) oppure arrotondate oppure a forma di lancia oppure con lobi sterili oppure sagittate. Le appendici basali hanno una consistenza soda e sono allungate. Il polline può essere di tipo tricolporato, ossia con tre aperture sia a fessura che a poro; può essere inoltre echinato (con punte);[15] in genere non è "lophato".
- Gineceo: lo stilo è filiforme con alla base un anello (o nodo). Gli stigmi dello stilo sono due lunghi e divergenti; sono sottili, pelosi (peli a spazzola) e con apice acuto. L'ovario è infero uniloculare formato da 2 carpelli. Gli stigmi hanno la superficie stigmatica interna (vicino alla base).[16]

I frutti sono degli acheni con pappo. Gli acheni hanno 5 coste con superficie glabra (sono presenti alcuni punti ghiandolari). All'interno si può trovare del tessuto di tipo idioblasto e rafidi di tipo subquadrato da corti a moderatamente allungati; non è presente il tessuto tipo fitomelanina. Il carpopodium (carpoforo) è a forma di stretto tappo quasi cilindrico più lungo che largo. Il pappo è formato da numerose setole sottili ma allargate distalmente intercalate da setole più corte.

## Biologia
- Impollinazione: l'impollinazione avviene tramite insetti (impollinazione entomogama tramite farfalle diurne e notturne).
- Riproduzione: la fecondazione avviene fondamentalmente tramite l'impollinazione dei fiori (vedi sopra).
- Dispersione: i semi (gli acheni) cadendo a terra sono successivamente dispersi soprattutto da insetti tipo formiche (disseminazione mirmecoria). In questo tipo di piante avviene anche un altro tipo di dispersione: zoocoria. Infatti gli uncini delle brattee dell'involucro si agganciano ai peli degli animali di passaggio disperdendo così anche su lunghe distanze i semi della pianta.

## Distribuzione e habitat
La distribuzione delle piante di questa voce è relativa al Vecchio mondo (Asia del sud-est).

## Tassonomia
La famiglia di appartenenza di questa voce (Asteraceae o Compositae, nomen conservandum) probabilmente originaria del Sud America, è la più numerosa del mondo vegetale, comprende oltre 23 000 specie distribuite su 1 535 generi, oppure 22 750 specie e 1 530 generi secondo altre fonti (una delle checklist più aggiornata elenca fino a 1 679 generi). La famiglia attualmente (2021) è divisa in 16 sottofamiglie.

### Filogenesi
Le specie di questo gruppo appartengono alla sottotribù Gymnantheminae descritta all'interno della tribù Vernonieae Cass. della sottofamiglia Vernonioideae Lindl.. Questa classificazione è stata ottenuta ultimamente con le analisi del DNA delle varie specie del gruppo. Da un punto di vista filogenetico in base alle ultime analisi sul DNA la tribù Vernonieae è risultata divisa in due grandi cladi: Muovo Mondo e Vecchio Mondo. I generi della sottotribù Gymnantheminae appartengono al subclade relativo all'Africa tropicale comprese le Hawaii (l'altro subclade africano comprende soprattutto specie meridionali).
La sottotribù, e quindi i suoi generi, si distingue per i seguenti caratteri:
- l'habitus è soprattutto arbustivo o arboreo;
- le brattee interne dell'involucro talvolta sono decidue;
- il polline non è di tipo triporato;
- le antere sono prive di ghiandole;
- le piante sono in prevalenza paleotropicali (avventizie in America).

In precedenza la tribù Vernonieae, e quindi la sottotribù (Gymnantheminae) di questo genere, era descritta all'interno della sottofamiglia Cichorioideae.
I caratteri distintivi (e diagnostici) per le specie di questo genere ( Tarlmounia ) sono:
- il portamento è rampicante;
- le foglie hanno de peli a forma di "T";
- l'involucro è privo di ghiandole;
- gli acheni sono glabri.

### Sinonimi
Sono elencati alcuni sinonimi per questa entità:
- Cacalia elaeagnifolia Kuntze
- Conyza elaeagnifolia  Wall.
- Eupatorium elaeagnifolium  DC.
- Strobocalyx elaeagnifolia  Sch.Bip.
- Strobocalyx elliptica  Sch.Bip.
- Vernonia elaeagnifolia  DC.
- Vernonia elliptica  DC.